# Wasserbehälter Cobenzl

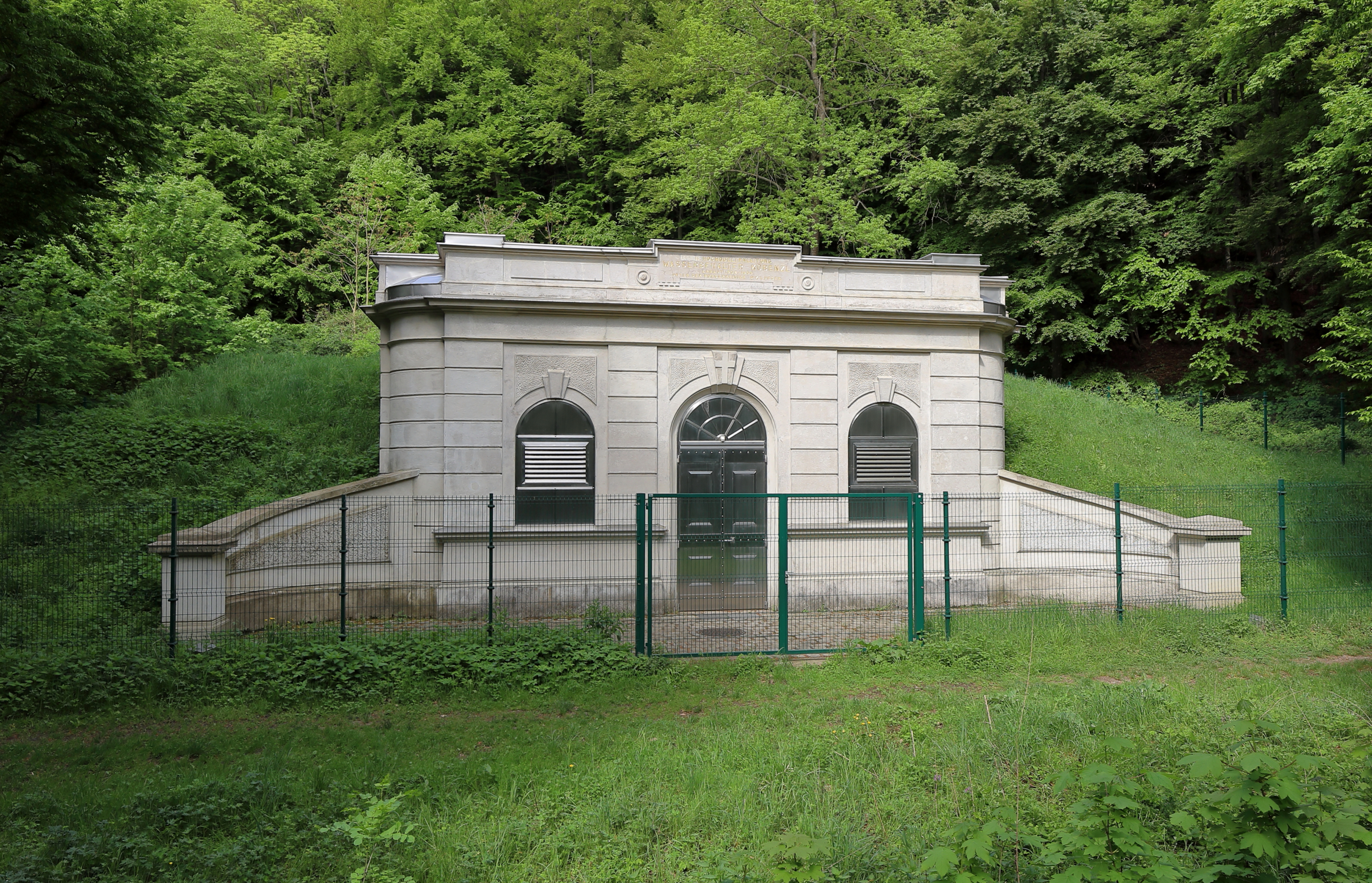
Wasserbehälter Cobenzl – Die Vorderfront

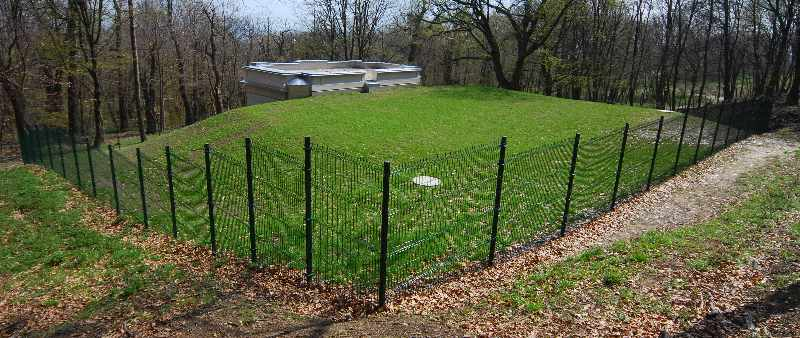
Wasserbehälter Cobenzl – Die Oberfläche

Der Wasserbehälter Cobenzl ist ein unter Denkmalschutz stehender Behälter im Netz der Wiener Wasserversorgung. Er gehört zu den wenigen Wasserbehältern der Stadt Wien, die über ein Pumpwerk (Hebewerk Krapfenwaldl) mit Hochquellwasser versorgt werden müssen.
Der Behälter Cobenzl wurde auf dem Cobenzl zur Sicherung der Wasserversorgung hochgelegener Teile von Grinzing, aber auch einzelner Objekte im Wienerwald zwischen 1908 und 1909 nach Plänen des Wiener Stadtbauamtes errichtet. Zu diesen Objekten gehören neben verschiedenen Wohn- und Gasthäusern auch das Krapfenwaldlbad.
Bei dem in der Nähe des städtischen Weinguts Cobenzl gelegenen Behälterbauwerk handelt es sich um einen in späthistoristischen-neobarocken Formen gehaltenen Schieberkammerbau, der stilistisch an das ehemalige Schloss Cobenzl angelehnt wurde.
Der Ziegelbau mit abgerundeten Ecken wird von geschwungenen Rampen flankiert. Die Attika trägt die Bauinschrift. In das Behälterinnere führt eine rundbogige Tür mit einer neobarocken Stahltür. Unter Denkmalschutz steht der Behälter wegen der hier bei einem Wiener Wasserbehältern erstmals probeweise angewandten Putztechnik („Steinputz“), welche genutzt wurde, um mit wenig Aufwand den Eindruck einer Natursteinfassade zu erwecken.
Die Errichtung dieses Reservoirs wurde früher begonnen, als es der Zeitplan für die Errichtung der II. Wiener Hochquellenwasserleitung eigentlich vorsah, da der damals bestehenden Hotel- und Restaurationsbetrieb erweitert werden sollte. Um den Behälter trotzdem mit Trinkwasser befüllen zu können, musste eine provisorische Pumpstation errichtet werden, die um rund 43 Meter tiefer lag als das endgültige Hebewerk auf dem Areal des Wasserbehälters Krapfenwald.
Da das vorgesehene Versorgungsgebiet zur Errichtung des Wasserreservoirs nur einen geringen Wasserverbrauch hatte, wurden ab 1910 zusätzlich Teile der Cobenzlgasse durch eine neu errichtete Leitung von hier aus versorgt. Grund dafür war der rationellere Betrieb des Hebewerks.
Zwischen Juni 2006 und September 2007 wurde der Behälter Cobenzl mit einem Kostenaufwand von rund 1,1 Millionen Euro bei laufendem Betrieb renoviert beziehungsweise teilweise neu errichtet. Das bisherige Behältervolumen wurde dabei von offiziell rund 1.000 Kubikmeter (tatsächlich nutzbar allerdings nur rund 760 Kubikmeter) durch den Neubau der beiden Behälterkammern auf rund 1.500 Kubikmeter nutzbares Behältervolumen erhöht, ohne die Grundfläche des Behälters zu vergrößern. Im Zuge dieser Arbeiten wurden auch Rohrleitungen, Armaturen sowie neue Strom- und Datenkabel verlegt.
Anhand von Laserscans und orthofotografischen Aufnahmen, die in Zusammenarbeit mit der MA 41 – Stadtvermessung gemacht wurden, konnten ein vollständiges dreidimensionales Modell des Behälters sowie Fassadenansichten erstellt werden, die genutzt wurden, um geometrisch genaue Pläne zur Wiederherstellung abgebrochener Fassadenteile herzustellen.